# John Rylands University Library

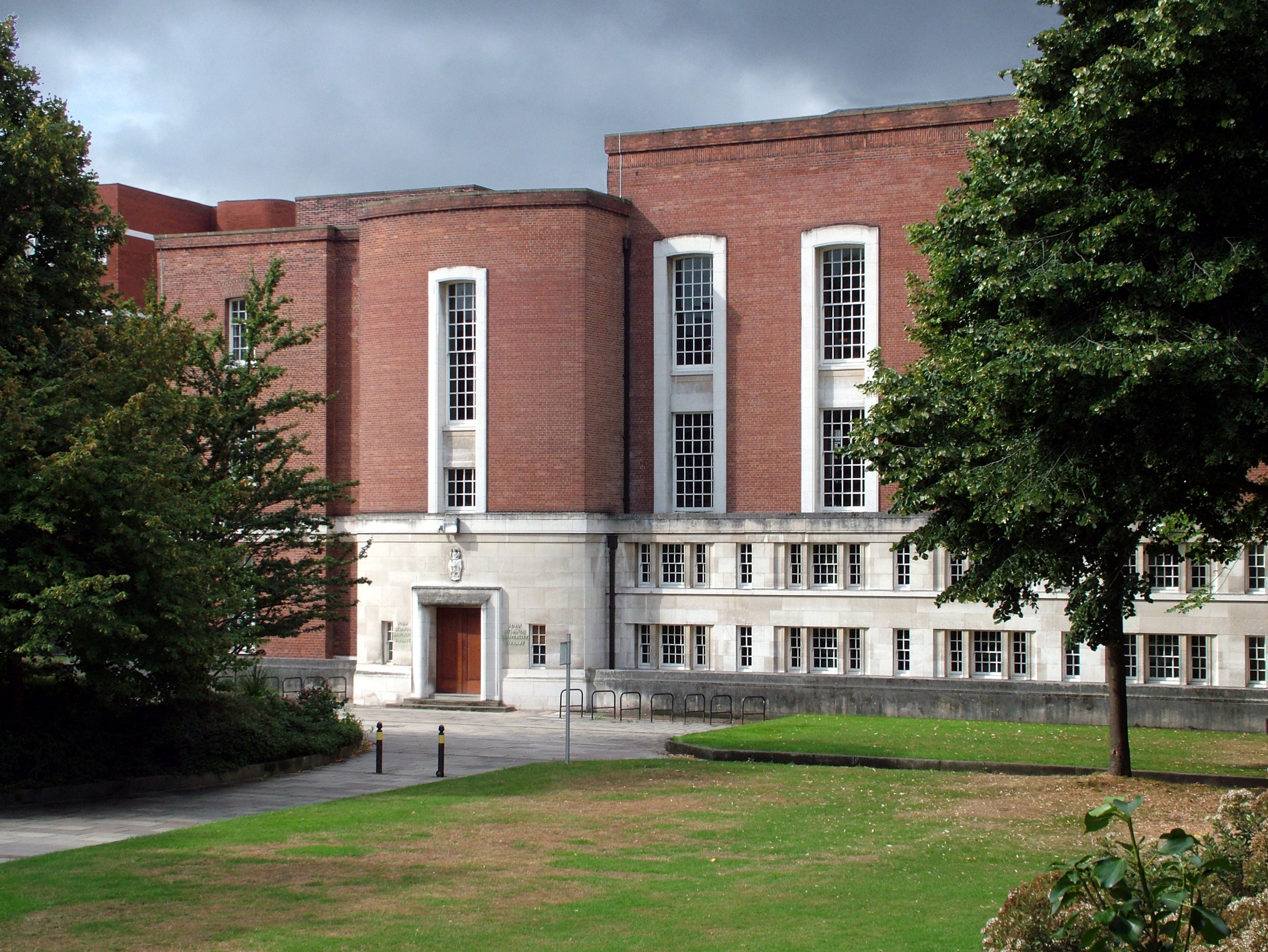
Hauptbibliothek, John Rylands University Library, 2006

Die John Rylands University Library (JRUL, John Rylands Universitätsbibliothek) ist die Bibliothek der University of Manchester und ihr Informationsservice. Sie wurde im Juli 1972 aus dem Zusammenschluss der Bibliothek der Victoria University of Manchester mit der John Rylands Library gegründet. Am 1. Oktober 2004 kam die Bibliothek des University of Manchester Institute of Science & Technology zu der Vereinigung der beiden Universitäten hinzu. Die offiziellen Bezeichnungen der Bibliotheken haben sich im Laufe der Jahre stets etwas verändert.
Die JRUL ist die größte akademische Bibliothek im Vereinigten Königreich ohne eine Sammlung von Pflichtexemplaren, hat die größte Sammlung elektronischer Quellen der Bibliotheken in der UK und unterstützt alle an der Universität gelehrten Fachrichtungen. Die Bibliothek bietet ihren Mitgliedern eine umfangreiche Anzahl an Diensten und Quellen (einschließlich elektronischer) an. Der Öffentlichkeit, Schulen und kommerziellen Einrichtungen wird ebenfalls ein eingeschränkter Umfang angeboten. Der Eingang zum Hauptgebäude befindet sich in der Burlington Street, Oxford Road Campus (früher die Victoria University of Manchester) und ist nur mit Bibliotheksausweis durch Zugangsautomaten möglich.
Die John Rylands University Library ist auch mit der Aufsicht über einige Zweigbibliotheken in anderen Universitätsgebäuden betraut, zum Beispiel der Eddie Davies Library (Manchester Business School) und der Joule Library (Sackville Street Building).

## Bibliographie
- Brian Pullan, Brian & Michele Abendstern A History of the University of Manchester, 1951-73. Manchester University Press, 2000 ISBN 0-7190-5670-5
- F. W. Ratcliffe Books, Books, Just Miles and Miles of Books: across the library counter, 1950–2000. 2007 (eine autobiographie: Dr Ratcliffe, Bibliothekar der Universität, 1965–1980; allein eine Kopie in Cambridge University Library)
- Moses Tyson The Manchester University Library. Manchester: U. P., 1937 (Dr Tyson, Bibliothekar der Universität, 1936–1965)